# Ciclism la Jocurile Olimpice de vară din 1896 - Cursa masculină de 10 kilometri
Cursa masculină de ciclism 10 kilometri de la Jocurile Olimpice de vară din 1896 a avut loc pe 11 aprilie. Proba a cuprins 30 de ture de pistă și a fost singura dată când această cursă a făcut parte din programul de ciclism la o ediție a Jocurilor Olimpice. Au concurat șase cicliști din patru țări.
Proba a fost câștigată de francezul Paul Masson, a doua dintre cele trei victorii ale sale din acea zi (el câștigase anterior sprintul și avea să câștige la scurt timp după aceea contratimpul pe pistă). Compatriotul său Léon Flameng a terminat al doilea, în timp ce austriacul Adolf Schmal a fost al treilea.

## Formatul competiției
După cum sugerează și numele, cursa a avut o lungime de 10 kilometri. Pista avea o treime de kilometru în lungime, astfel încât cicliștii au trebuit să parcurgă 30 de ture. Cei șase cicliști au luat startul împreună.

## Program
Nu se cunoaște ora exactă a evenimentului; probele de ciclism au început puțin după ora 14.00, iar cei 10 kilometri au fost a doua probă, după sprint. Vremea în acea zi a fost foarte rece.
| Dată                     | Dată                    | Timp  | Etapă  |
| Gregorian                | Iulian                  | Timp  | Etapă  |
| ------------------------ | ----------------------- | ----- | ------ |
| Sâmbătă, 11 aprilie 1896 | Sâmbătă, 30 martie 1896 | 12:00 | Finală |

## Rezultate
Șase concurenți s-au înscris la cea de-a treia cursă de ciclism. Cei doi francezi care au concurat în cursa de sprint s-au clasat pe primele două poziții în cursa de 10 kilometri, iar finișul s-a încheiat cu un sprint câștigat de Masson. Austriacul Adolf Schmal a terminat pe locul trei. Rosemeyer din Germania a terminat această cursă pe locul patru. Cei doi cicliști greci s-au ciocnit când mai aveau o treime de cursă de parcurs. Kolettis a revenit în cursă pentru o vreme înainte de a abandona la kilometrul 7 din cauza rănilor suferite în urma accidentului; nu este clar dacă Konstantinidis a terminat cursa.
| Loc | Ciclist                  | Țară     | Timp       | Note |
| --- | ------------------------ | -------- | ---------- | ---- |
| 1   | Paul Masson              | Franța   | 17:54,2    |      |
| 2   | Léon Flameng             | Franța   | 17:54,8    |      |
| 3   | Adolf Schmal             | Austria  | Necunoscut |      |
| 4   | Joseph Rosemeyer         | Germania | Necunoscut |      |
| —   | Aristidis Konstantinidis | Grecia   | Necunoscut |      |
| —   | Georgios Kolettis        | Grecia   | NT         |      |